# Souterrain von Newark
Das Souterrain von Newark liegt nahe der Newark Bay auf der Halbinsel Deerness auf der Orkneyinsel Mainland in Schottland. Bei den Souterrains wird grundsätzlich zwischen „rock-cut“, „earth-cut“, „stone built“ und „mixed“ Souterrains unterschieden.
Primär bekannt als der Ort einer nordischen Kapelle aus dem 10. Jahrhundert ist der im 16. Jahrhundert „Neu Wark of Deerness“ genannte Ort auch Fundplatz zweier Souterrains. Abgesehen von der Synopse für RCAHMS NMRS Datensatz-Nr. HY50SE 3 gibt es keine Veröffentlichungen dazu. Die Kapelle aus dem 10. Jahrhundert, datiert durch Münzen unter dem Boden, wurde in den 1970er Jahren von Don Bothwell ausgegraben, der einige nordische Skelette fand. Über der Kapelle wurde im 16. oder 17. Jahrhundert ein befestigtes Laird-Haus erbaut. 
Die Quelle umfasst nur Teile der Ausgrabung, beinhaltet aber die Tagebücher mit Plänen von 1969–70. Dort erscheint das Souterrain als Tunnel mit einer Kammer mit einem Skelett auf einer Plattform, etwa 15 m  von der Kapelle. Der NMRS hat dagegen eine Länge von etwa 10,0 m ausgewiesen, bevor der lange gekrümmte Gang an der Klippe endet. Das Souterrain ist oben offen, aber an der westlichen Seite mit Steinen gefüllt. Sein Verlauf beginnt an der Rückseite und geht dann in einem leichten Winkel zur Kapellenwand.
Gemäß dem Plan von 1969 ist das andere Erdhaus eine pfeilergestützte  Konstruktion, ähnlich wie in Yinstay, die aus Erde mit unregelmäßigen Steinen besteht.